# Pia Degermark
Pia Degermark (ur. 24 sierpnia 1949 w Bromma w Sztokholmie) – szwedzka aktorka filmowa. Światową sławę i uznanie zdobyła jako nastolatka dzięki tytułowej roli w głośnym filmie Bo Widerberga Miłość Elwiry Madigan (1967). Kreacja ta przyniosła jej nagrodę dla najlepszej aktorki na 20. MFF w Cannes. Po tym wielkim sukcesie wystąpiła jeszcze w zaledwie kilku filmach. Jej karierę zniszczyła zarówno anoreksja, z którą walczyła przez całe życie, jak również używki, nieudane związki i pobyt w więzieniu.